# Taleporia borealis
Taleporia borealis is een vlinder uit de familie zakjesdragers (Psychidae). De wetenschappelijke naam van deze soort is voor het eerst geldig gepubliceerd in 1862 door Wocke.
De soort komt voor in Europa.